# Urgeldi
Urgerldi est le mot basque désignant le puits. Les eaux de mer, celles de plusieurs étendues d'eau de divers puits et nappes associées aux rivières, sont considérées comme étant les demeures de génies, les Lamiñak. Ce sont des lieux où sont englouties d'anciennes maisons ainsi que des agglomérations maudites.
Dans la région de Guernica, on parle de Traganarru, génie des pluies torrentielles. Dans des temps anciens, il a épouvanté les gens de la mer.
Les lagunes sont réputées être ces lieux d'où proviennent de lourdes nuées charriant les bourrasques. Le génie de la tempête (Mari, Odei) les guide afin de décharger la grêle sur les villages. La lagune de Zaizedo et le trou d'eau d'Urbion sur la hauteur du même nom ont acquis une solide réputation dans les villages de la Rioja.

## Étymologie
Urlanga, urmael, zingira signifient « lagune » en basque. Putzu, zipu, meazilo signifient « puits » (d'eau pour le dernier).